# Мусагет (фонд)
Общественный фонд развития культуры и гуманитарных наук «Мусагет» — благотворительная организация, деятельность которой направлена на поддержание и развитие культуры в Казахстане, в особенности в сфере литературы и изобразительных искусств. С конца девяностых «Мусагет» является одним из центров культурной жизни Алма-Аты. Создателем и бессменным руководителем фонда до 5 декабря 2008 года была Ольга Борисовна Маркова.

## История фонда
В 1993 году в Алма-Ате было создано первое в Казахстане независимое литературно-художественное издание «Аполлинарий». Вокруг автора проекта, О. Б. Марковой, сплотился коллектив писателей, литературоведов, художников.
Деятельность коллектива вскоре вышла за пределы издания журнала — стали проводиться творческие встречи с писателями и поэтами, галереи, литературные конкурсы. В 1998 году был зарегистрирован общественный фонд развития культуры и гуманитарных наук «Мусагет». Первоочередной задачей фонда стало поддержание и развитие казахстанской литературы «новой волны» — авторов, пришедших в литературу после распада СССР.
На протяжении первых шести лет журнал «Аполлинарий», а затем и фонд «Мусагет», существовали почти без внешнего финансирования — на энтузиазме волонтеров. В 1999 году официальным партнером и спонсором «Мусагета» стал нидерландский фонд HIVOS.
За время существования «Мусагета» были проведены десятки успешных проектов по всему Казахстану, с привлечением писателей и литературоведов из России, Англии, Франции, США.

Общественный Фонд развития культуры и гуманитарных наук «Мусагет» — единственная в Казахстане организация, возникшая после распада Советского Союза и представляющая интересы писателей, пришедших в литературу после 1991 года.
За 15 лет существования фонд создал эффективно действующую структуру поддержки пишущих на русском языке писателей: семинары по писательскому мастерству и литературной критике, проводимые казахстанскими и зарубежными мастерами, выпуск периодического литературно-художественного издания «Аполлинарий» и книжной серии современной прозы и поэзии «Мусагет», литературный интернет-портал — www.musagetes.com, «круглые столы» и конференции по проблемам книгоиздания, книжного рынка, издательской политики, конференции главных редакторов русских литературных журналов стран Средней и Центральной Азии и России, исследования по культурной политике и многое, многое другое… Наша работа охватывает практически весь Казахстан.
— Ольга Маркова «Наша культура за рубежом: нужна поддержка» // Знамя, 2008, № 8

## Проекты фонда
- Литературно-художественное издание «Аполлинарий». Существует с 1993 года, подписной индекс 75625. Журнал иллюстрируется авторскими работами казахстанских художников. В «Аполлинарии» приветствуются авангардные и экспериментальные произведения, многие авторы связывают себя с постмодернизмом. Публикуются работы по философии, филологии, искусствоведению, культурологии.

- Литературный семинар «Мастер-класс» — единственный в Казахстане литературный семинар. Программа семинара была разработана О. Б. Марковой. Бесплатный для отобранных на конкурсной основе участников, «Мастер-класс» проводится трижды в год: два раза для алматинцев и один раз для участников со всего Казахстана. Преподаватели: к.ф.н. О. Б. Маркова, профессор В. В. Бадиков, Л. Ф. Туниянц и другие. Выпускники Мастер-класса: Михаил Земсков (Иван Глаголев) , , , Ербол Жумагулов, Илья Одегов , Марат Исенов , , Тигран Туниянц (Тути) , Айгерим Тажи , Макс Величко  и другие.

- Детский творческий литературный конкурс

- Поэтический конкурс «Магия твердых форм и свободы»

- Галерея искусств «Мусагет» — интернет-галерея и аукцион.

### Проекты «Мусагета»
- Общественный фонд развития культуры и гуманитарных наук «Мусагет»
- Поэтический конкурс «Магия твердых форм и свободы»
- Литературно-художественное издание «Аполлинарий».
- Галерея искусств «Мусагет»

### «Мусагет» на интернет-порталах, посвященных искусству
- «Мусагет» на сайте «Новая карта русской литературы»
- Номинация «Мусагета» на соискание премии «Малый Букер»
- Визитная карточка. РГГУ.РУ

### «Мусагет» в прессе
- Литература в лицах, TimeOut Алматы. 9 июля 2008.
- Расул Шбинтаев. Казахстан в «Большой книге». Экспресс К, 28 июня 2008.  (недоступная ссылка)
- Виктор Бадиков. Восемь представителей «ненаивного искусства» или Поэты «Новой волны». Литературная Газета Казахстана.
- Галина Ермошина. Аполлинарий: Литературно-художественное издание (Казахстан). Знамя, 2007, № 2.
- Галина Ермошина. Мусагет. Знамя, 2007, № 1.
- Елена Зиновьева. Серебряный век казахстанской литературы. Нева, 2004, № 11.
- Современная литература Казахстана: имена и тенденции. Эксперт Казахстан, 22 ноября 2004
- «Наша культура за рубежом: нужна поддержка» // Знамя, 2008, № 8

### Вокруг «Мусагета»
- Дети Мусагета. Сайт выпускников «Мастер-класса».